# Glutarédoxine
Les glutarédoxines sont de petites protéines d'oxydoréduction constituées d'une centaine de résidus d'acides aminés qui interagissent avec le glutathion,,. Ces protéines sont oxydées par des substrats puis à nouveau réduites par le glutathion. Contrairement aux thiorédoxines, qui sont réduites par la thiorédoxine réductase, il n'existe aucune oxydoréductase qui réduise spécifiquement les glutarédoxines, ces dernières étant réduites par le glutathion de façon non enzymatique. Le glutathion oxydé est alors réduit par la glutathion réductase. Ces différentes composantes forment le système du glutathion.
Comme la thiorédoxine, dont le fonctionnement est semblable, une glutarédoxine possède un site actif pouvant osciller entre un dithiol à l'état réduite et un pont disulfure intramoléculaire à l'état oxydé. Ces protéines interviennent comme transporteurs d'électrons lors de la synthèse des désoxyribonucléotides par la ribonucléotide réductase, qui dépend du glutathion. De plus, les glutarédoxines agissent comme antioxydants en réduisant le déshydroascorbate, les peroxyrédoxines et la méthionine sulfoxyde réductase. Outre leur fonction défensive antioxydante, on a montré que les glutarédoxines des bactéries et des plantes sont capables de se lier à des centres fer-soufre et de mettre ces derniers à disposition des enzymes qui les utilisent.